# Абрлич, Степан
Степан «Стева» Абрлич (серб. Стјепан "Стева" Абрлић, хорв. Stjepan "Steva" Abrlić; 10 апреля 1913 — 12 апреля 1943) — югославский партизан, участник Народно-освободительной войны Югославии. Народный герой Югославии (посмертно).

## Биография
Родился 10 апреля 1913 в селе Дрежник близ Карловаца, на территории современной общины Карловац. Работал до войны в Белграде камнерезчиком, в довоенные годы был принят в Коммунистическую партию Югославии.
После оккупации страны в августе 1941 года вступил в партизанский отряд из Космая, войдя в состав диверсионной группы, работавшей в Белграде. Участвовал во многочисленных акциях, в числе которых были поджоги редакций оккупационных газет и гаражей, а также подрывы грузовиков и другие подобные действия.
За время диверсий Стева (так его называли в рядах партизан) дослужился до звания командира десятка. После Первого антипартизанского наступления и разгрома Ужицкой республики в конце 1941 года он отступил с отрядом в Санджак, но в феврале 1942 года вернулся обратно и занял должность курьера в Младеновацком окружном комитете КПЮ и краевом комитете КПЮ по Шумадии.
В отряде он считался одним из самых отважных бойцов, которому доверяли выполнение самых сложных задач. Так, во время возвращения отряда из Санджака в районе между Валево и Рудником, в селе Трешневици Степан лично пошёл в атаку на превосходящего по силам противника. В середине февраля 1942 года в селе Живковац остановившийся переночевать отряд был вынужден принять бой с четниками: Стева первым начал закидывать позиции четников гранатами, после чего его примеру последовали и партизаны. Благодаря неожиданной атаке партизаны вместе за неполный час разгромили силы противника численностью 500 солдат. Также участвовал в боях в Белине и Дучине.
В качестве курьера Стева обходи засады и погранпосты германских и хорватских войск, поддерживая сообщение между Младеновцем и Шумадией. Также он вёл подпольную деятельность в Белграде, помогая белградскому подполью выбираться из города и укрываться в лесах. Благодаря его стараниям в рядах НОАЮ появлялись новые партизанские десятки.
12 апреля 1943 года в селе Лисович близ Бараево его отряд столкнулся с объединёнными силами немецких войск и сербского корпуса СС. При попытке прорыва из окружения Степан, шедший в первых рядах, был убит.
Указом президента Федеративной Народной Республики Югославии Иосипа Броза Тито от 9 октября 1943 года Степану Абрличу присвоено звание Народного героя Югославии посмертно.